# Silene lynesii
Silene lynesii är en nejlikväxtart som beskrevs av Norman. Silene lynesii ingår i släktet glimmar, och familjen nejlikväxter. Inga underarter finns listade i Catalogue of Life.